# La mia vendetta
La mia vendetta (La Vengeance aux yeux clairs) è una serie televisiva francese del 2016, creata da Franck Olliver e diretta da David Morlet, ha debuttato dapprima in Svizzera dal 3 settembre 2016 su RTS Un, poi in Belgio dal 4 settembre 2016 su La Une e infine in Francia dall'8 settembre 2016 su TF1. La serie è disponibile integralmente sulla piattaforma streaming MYTF1.
In Italia la serie è andata in onda su Canale 5 dal 27 dicembre 2016 al 5 gennaio 2017.

## Trama
Emma Fortuny ha perso la sua famiglia dieci anni fa. L'assassinio è stato mascherato da un incidente d'auto, che è scappato. Ancora lacerata da quello che è successo dieci anni prima, Emma decide di tornare in Costa Azzurra per vendicarsi e avere giustizia della sua famiglia, sotto una nuova identità: Olivia Alessandri. Per raggiungere il suo obiettivo, quello di infiltrarsi in una ricca famiglia locale, viene implicata nell'uccisione dei suoi parenti, al fine di scoprire l'identità dello sponsor. Ma non è così semplice, di fronte alla corruzione locale. Inoltre, questa è la famiglia del suo ex fidanzato, Alexandre Chevalier, di cui lei è ancora innamorata. Attraverso vari episodi, Olivia avrà lo scopo di distruggere i responsabili dell'omicidio della sua famiglia. Ma questo potrebbe non essere semplice, visto che i membri della famiglia sono riluttanti a vedere l'avvocato prendere un ruolo sempre più importante nella famiglia e nella vita di Étienne Chevalier.

## Personaggi e interpreti

### Personaggi principali
- Olivia Alessandri / Emma Fortuny, interpretata da Laëtitia Milot.
- Pénélope Delisle, interpretata da Claire Borotra.
- Étienne Chevalier, interpretato da Bernard Yerlès.
- Alexandre Chevalier, interpretato da Benoît Michel. È il figlio di Étienne ed ex fidanzato di Emma.
- Joris Chevalier, interpretato da Aurélien Wiik. È il figlio di Étienne.
- Yann Legoff, interpretato da Lannick Gautry. È un poliziotto.
- Pauline Jordan, interpretata da Lola Dewaere. È una poliziotta.

### Personaggi secondari
- Béatrice Leclerc, interpretata da Sophie Duez. È la zia di Emma.
- Ange Milacci, interpretato da Laurent Fernandez.
- Rose Lefèvre, interpretata da Ingrid Juveneton. È la figlia di Philippe Delattre.
- Romain Chevalier, interpretato da Roby Schinasi. È il figlio di Étienne.
- Maya Zarka, interpretata da Clémentine Justine.
- Dino Pozzo, interpretato da Giulio Serafini.
- Adrien Lartigue, interpretato da Laurent Maurel.
- Antoine Fortuny, interpretato da Antoine Ferey. È il fratello di Emma.
- George Grimaud, interpretato da Philippe Hérisson.
- Henri Arthaud, interpretato da Antoine Basler.
- Cyril Laffont, interpretato da Pierre-Arnaud Juin. È un avvocato.
- Philippe Delattre, interpretato da François Caron. È il giudice corrotto da Étienne.
- Lou, interpretata da Clara Boyer.
- Raphaël Leoni, interpretato da Lionel Tavera.
- Ortolano, interpretato da Bertucci Cyril.
- Fiona Grimaud, interpretata da Eva Rami.
- Filipi, interpretato da Sylvain Eymard.
- Andréani, interpretato da Didier Isnard.
- Estelle Lefèvre, interpretata da Cathy Darietto.
- Hugo Léoni, interpretato da Hugo Brunswick.

## Episodi
| Stagione         | Episodi | Prima TV Francia | Prima TV Italia |
| ---------------- | ------- | ---------------- | --------------- |
| Prima stagione   | 8       | 2016             | 2016            |
| Seconda stagione | 6       | 2017             | inedita         |

## Spin-off
Nel febbraio 2019, Laëtitia Milot annuncia tramite un post su Instagram che sono in corso le riprese di uno spin-off. La serie prende il nome, in Francia, di Olivia e si concentra sul personaggio di Olivia Alessandri interpretato dalla stessa Laëtitia Milot. La storia ruota intorno alla sua vita di avvocato cinque anni dopo gli eventi apparsi nella serie originale La vengeance aux yeux clairs. Questo spin-off viene trasmesso, in Francia, dal 17 ottobre 2019. 
In Italia dopo la messa in onda della prima stagione, dal titolo La mia vendetta, a distanza di cinque anni viene trasmesso lo spin-off della serie con il titolo Olivia - Forte come la verità, in onda il martedì in prima serata su Canale 5 il 3 e il 10 agosto 2021.